# Type-in
Als Type-in (deutsch: eintippen) bezeichnet man einen Zugriff auf eine Website, der zustande gekommen ist, weil der Besucher „auf gut Glück“ eine Adresse in die Adresseingabezeile seines Browsers eingetippt hat.
Der Besucher ist also keinem Hyperlink von einer fremden Seite, einer Suchmaschine oder einem anderen Referrer gefolgt, sondern hat sein Ziel durch bloßes Ausprobieren der Adresse erreicht. Als Maßeinheit werden z. B. Einheiten wie Type-ins pro Tag, Type-ins pro Monat etc. benutzt.
Es sind zumeist Websites unter generischen Domains, die Besucher durch Type-ins erhalten. Beispiel: Ein Nutzer möchte im Internet Schuhe kaufen und bemüht nicht etwa eine Suchmaschine oder Ähnliches, sondern tippt einfach www.schuhe.de in seinen Browser ein und hofft, dort einen Online-Shop für Schuhe vorzufinden.
Die Tatsache, dass Domains mit vielen Type-ins zu einem großen Strom an qualifizierten Besuchern führen, ohne dass dafür besondere Werbemaßnahmen nötig sind, macht derartige Domains sehr begehrt. Sie sind daher für einen Großteil des Handelsvolumens im Domainhandel verantwortlich und auch als Expired Domains sehr beliebt zwecks anschließender Registrierung.